# F-Zero (serie de jocuri)

F-Zero GX

F-Zero este o franciză media controlată de Nintendo și creată de Shigeru Miyamoto în anul 1990 (și-a sărbătorit cea de-a șaptesprezecea aniversare pe 21 noiembrie 2007). Numele seriei este o abreviere a cuvintelor Formula Zero, ce fac referință la cursele de Formula 1 și la faptul că întrecerile au loc la gravitație zero. Personajul principal al acestor jocuri este un pilot de curse, de profesie vânător de recompense, pe nume Captain Falcon.

## Jocuri video
Seria de jocuri video F-Zero este una dintre cele mai populare francize de curse de la Nintendo. Captain Falcon a apărut și în seria de jocuri Super Smash Bros., alături de alte personaje cunoscute de la Nintendo.
| Titlu                    | Sistem            | An lansare | Japonia | Statele Unite ale Americii | Uniunea Europeană |
| ------------------------ | ----------------- | ---------- | ------- | -------------------------- | ----------------- |
| F-Zero                   | Super NES         | 1990       | da      | da                         | da                |
| BS F-Zero Grand Prix     | Satellaview       | 1996       | da      | nu                         | nu                |
| BS F-Zero Grand Prix 2   | Satellaview       | 1997       | da      | nu                         | nu                |
| F-Zero X                 | Nintendo 64       | 1998       | da      | da                         | da                |
| F-Zero X: Expansion Kit  | Nintendo 64DD     | 2000       | da      | nu                         | nu                |
| F-Zero: Maximum Velocity | Game Boy Advance  | 2001       | da      | da                         | da                |
| F-Zero GX                | Nintendo GameCube | 2003       | da      | da                         | da                |
| F-Zero AX                | Arcade            | 2003       | da      | da                         | da                |
| F-Zero: GP Legend        | Game Boy Advance  | 2003       | da      | da                         | da                |
| F-Zero: Climax           | Game Boy Advance  | 2004       | da      | nu                         | nu                |

Acțiunea jocului se petrece în viitor, astfel mașinile de curse sunt de asemenea futuristice. F-Zero a fost primul joc pe Super NES, ce a inclus sistemul Mode 7. Acest sistem simula grafica 3D, folosindu-se de diferite efecte de rotație. F-Zero AX din 2003 este varianta jocului F-Zero GX pe arcade. Acesta, împreună cu Mario Kart Arcade GP din 2005, sunt cele mai noi jocuri publicate de Nintendo, pe arcade. Din cauza eșecului înregistrat de F-Zero: GP Legend la debutul său pe piața internațională, următorul joc pe Game Boy Advance, F-Zero: Climax nu a mai avut lansarea în restul lumii. F-Zero: Climax a fost singurul joc din această serie, ce nu a fost lansat pe plan mondial, însă a crescut considerabil popularitatea francizei în Japonia. Se spune că firma Sega, creatoarea jocurilor Sonic, ar fi ajutat foarte mult seria F-Zero, producând F-Zero GX și F-Zero AX, jocuri ce au fost considerate apogeul seriei.

## Anime
Vezi: Lista episoadelor din F-Zero: GP Legend
F-Zero este tot odată și un desen animat japonez sau anime, bazat pe seria de jocuri video. Acesta este creat în Japonia și apoi dublat în engleză de către televiziunele nord-americane. Este destinat copiilor de la 10 ani în sus, însă are fani devotați de toate vârstele.
A rulat 2 sezoane în SUA, având 51 de episoade. Seria se numește F-Zero: GP Legend și este produsă de TV Tokyo. Există o oarecare lipsă de continuitate între jocurile F-Zero mai vechi și acest anime. De asemenea și jocul cu același nume, F-Zero: GP Legend, de pe Game Boy Advance a avut aceeași problemă. Acest anime a fost difuzat și în România.